# Liste des épisodes d'Urgences

Cet article liste les épisodes de la série télévisée Urgences (E.R.).

## Première saison (1994-1995)
1. 24 heures (Pilot)
2. Jour J (Day One)
3. Le Retour (Going Home)
4. Longue nuit aux urgences (Into That Good Night)
5. Chocs (Hit and Run)
6. Dans la chaleur de Chicago (Chicago Heat)
7. Un jour comme les autres (Another Perfect Day)
8. Angoisse latente (9 ½ Hours)
9. Confidences aux urgences (ER Confidential)
10. Blizzard (Blizzard)
11. Noël aux urgences (The Gift)
12. Bonne Année (Happy New Year)
13. Tirage au sort (Luck of the Draw)
14. Parcours d’une longue journée (Long Day’s Journey)
15. La Vie continue (Feb 5, ’95)
16. La Saint Valentin (Make of Two Hearts)
17. Soirée d’anniversaire (The Birthday Party)
18. Nuit blanche à Chicago (Sleepless in Chicago)
19. Travail perdu (Love’s Labor Lost)
20. La Pleine Lune du samedi soir (Full Moon Saturday Night)
21. Tout s’effondre (House of Cards)
22. Les Hommes proposent, Dieu dispose (Men Plan, God Laughs)
23. L’Amour reprend le dessus (Love Among the Ruins)
24. Maternité (Motherhood)
25. Tout recommence (Everything Old Is New Again)

## Deuxième saison (1995-1996)
1. Bienvenue au bercail (Welcome Back Carter)
2. Balades de fin d’été (Summer Run)
3. Un patient, une ponction et une bière (Do One, Teach One, Kill One)
4. Quelle vie ! (What Life?)
5. Adoption furtive (And Baby Makes Two)
6. Il y a des jours comme ça (Days Like This)
7. Les Eaux de l’enfer (Hell and High Water)
8. Secret dévoilé (The Secret Sharer)
9. Sans toit ! (Home)
10. Le Miracle de Noël (A Miracle Happens Here)
11. Morte-saison (Dead of Winter)
12. De vrais mensonges (True Lies)
13. Pas facile d’être soi (It’s Not Easy Being Greene)
14. Mettons les choses au clair (The Right Thing)
15. Naissances (Baby Shower)
16. Tristesse aux urgences (The Healers)
17. La Faute (The Match Game)
18. Garde de nuit (A Shift in the Night)
19. Appendicites en série (Fire In the Belly)
20. Tensions (Fevers of Unknown Origin)
21. Tourner la page (Take These Broken Wings)
22. Les Malheurs d’Hathaway (John Carter, MD)

## Troisième saison (1996-1997)
1. Quelle heure est-il, Dr Carter ? (Dr Carter I Presume)
2. Hôpital en sursis (Let the Games Begin)
3. Profil bas (Don’t Ask, Don’t Tell)
4. Dernier Verre (Last Call)
5. Joyeux Halloween (Ghosts)
6. Phobie de l’avion (Fear of Flying)
7. Réfléchir avant d’agir (No Brain, No Gain)
8. Gare centrale (Union Station)
9. Ne posez pas de questions, je ne mentirai pas (Ask Me No Questions, I’ll Tell You No Lies)
10. Sans abri pour Noël (Homeless for the Holidays)
11. Nuit morte (Night Shift)
12. Post mortem (Post Mortem)
13. Se voiler la face (Fortune’s Fools)
14. Boomerang (Whose Appy Now?)
15. L’Issue était fatale (The Long Way Around)
16. Foi en la vie (Faith)
17. Tribus (Tribes)
18. Pile ou Face (You Bet Your Life)
19. On demande le docteur Hathaway (Calling Dr Hathaway)
20. Coup du sort (Random Acts)
21. Fais un vœu (Make a Wish)
22. En attendant la suite (One More for the Road)

## Quatrième saison (1997-1998)
1. Direct aux urgences (Ambush)
2. Un sentiment nouveau (Something New)
3. Feu follet (Friendly Fire)
4. Quand la branche casse (When the Bough Breaks)
5. Question de doigté (Good Touch, Bad Touch)
6. Nouveaux Départs (Ground Zero)
7. Père et Fils (Fathers and Sons)
8. Le Cirque (Freak Show)
9. Obstruction à la justice (Obstuction of Justice)
10. Agitation de Noël (Do You See What I See?)
11. Mains froides, cœurs chauds (Think Warm Thoughts)
12. Le Mal par le mal (Sharp Relief)
13. La Décision de Carter (Carter’s Choice)
14. Mise au point (Family Practice)
15. Exode (Exodus)
16. Symphonie pour un sauvetage raté (My Brother’s Keeper)
17. Le Lien du sang (A Bloody Mess)
18. En avoir ou pas (Gut Reaction)
19. La Fin du jour (Shades of Gray)
20. De l’imbécillité humaine (Of Past Regret and Future Fear)
21. Souffrez les petits enfants (Suffer the Little Children)
22. Un trou dans le cœur (A Hole in the Heart)

## Cinquième saison (1998-1999)
1. Jour de galère (Day for Knight)
2. Fraction de seconde (Split Second)
3. On soigne bien les chevaux (They Threat Horses, Don’t They?)
4. Un peu de magie (Vanishing Act)
5. Mascarade (Masquerade)
6. Pot de colle (Stuck on You)
7. Confusion (Hazed and Confused)
8. Pour la bonne cause (The Good Fight)
9. Bonne chance, Ruth Johnson (Good Luck, Ruth Johnson)
10. Le Faiseur de miracle (The Miracle Worker)
11. Sacrée Amanda Lee (Nobody Doesn’t Like Amanda Lee)
12. Double Aveugle (Double Blind)
13. Le Choix de Joï (Choosing Joi)
14. La Tempête 1re partie (The Storm - Part 1)
15. La Tempête 2e partie (The Storm - Part 2)
16. Trou perdu (Middle of Nowhere)
17. Accidents de parcours (Sticks and Stones)
18. Genèse (Points of Origin)
19. Les Rites du printemps (Rites of Spring)
20. Toute-puissance (Power)
21. Cœurs meurtris (Responsible Parties)
22. Apprendre à se connaître (Getting to Know You)

## Sixième saison (1999-2000)
1. Laissez faire Weaver (Leave It to Weaver)
2. Derniers Sacrements (Last Rites)
3. Vaine jalousie (Greene with Envy)
4. La Faute du père (Sins of the Father)
5. Vérité et Conséquences (Truth and Consequences)
6. La Paix du monde sauvage (The Peace of Wild Things)
7. Dent pour dent (Humpty Dumpty)
8. De grandes espérances (Great Expectations)
9. Quand les armes parlent (How the Finch Stole Christmas)
10. Affaires de famille (Family Matters)
11. Peine de cœur (The Domino Heart)
12. La Même Chanson (Abby Road)
13. Sois sage mon cœur (Be Still My Heart)
14. Tous pour eux (All in the Family)
15. Être patient (Be Patient)
16. Situation contrôlée (Under Control)
17. Question de choix (Viable Options)
18. Colères (Match Made in Heaven)
19. Le Temps passe plus vite que nos rêves (The Faster Year)
20. La Grande Faucheuse (Loose Ends)
21. L’Âme sœur (Such Sweet Sorrow)
22. Les Désarrois du jeune Carter (May Day)

## Septième saison (2000-2001)
1. Dans la mêlée (Homecoming)
2. Une mort digne (Sand and Water)
3. Science fiction (Mars Attack)
4. La Chute de Benton (Benton Backwards)
5. Le Saut de l’ange (Flight of Fancy)
6. La Visite (The Visit)
7. Sauve-moi (Rescue Me)
8. La Valse hésitation (The Dance We Do)
9. Le Plus Beau des Cadeaux (The Greatest of Gifts)
10. L’Esprit en morceaux (Piece of Mind)
11. Pierre, papier, ciseaux (Rock, Paper, Scissors)
12. Reddition (Surrender)
13. Que votre volonté soit faite (Thy Will Be Done)
14. Promenade en forêt (A Walk in the Woods)
15. Le Passage à niveau (The Crossing)
16. La Chasse aux sorcières (Witch Hunt)
17. La Goutte d’eau (Survival of the Fittest)
18. Giboulées d’avril (April Showers)
19. La Confrérie (Sailing Away)
20. Promesse maintenue (Fear of Commitment)
21. Les Blessures du cœur (Where the Heart Is)
22. Fureur (Rampage)

## Huitième saison (2001-2002)
1. Portraits croisés (Four Corners)
2. Aussi longtemps que tu resteras (The Longer You Stay)
3. Des enfants sur les bras (Blood, Sugar, Sex, Magic)
4. Fontaine, je ne boirai pas… (Never Say Never)
5. La Rentrée de Susan Lewis (Start All Over Again)
6. Souhaits et Prières (Supplies & Demands)
7. Quand le doute s’installe (If I Should Fall from Grace)
8. Nuageux, avec risques d’averses (Party Cloudy, Chance of Rain)
9. Quo Vadis ? (Quo Vadis ?)
10. Noël en famille (I’ll Be Home for Christmas)
11. L’Irréparable (Beyond Repair)
12. Une rivière en Égypte (A River in Egypt)
13. Le Mal est fait (Damage Is Done)
14. Un coup du destin (A Simple Twist of Fate)
15. Tout est dans la tête (It’s All in Your Head)
16. Secrets et Mensonges (Secret & Lies)
17. Aveux difficiles (Bygones)
18. La Ceinture d’Orion (Orion in the Sky)
19. Frères et Sœurs 1re partie (Brothers & Sisters) → crossover avec la série New York 911 (Third Watch)
20. La Lettre (The Letter)
21. Sur la plage (On the Beach)
22. Épidémie (Lockdown)

## Neuvième saison (2002-2003)
1. Théorie du chaos (Chaos Theory)
2. Déjà mort (Dead Again)
3. Insurrection (Insurrection)
4. Conduis-toi en homme (Walk Like a Man)
5. Une blessure incurable (A Hopeless Wound)
6. Quand il ne reste que l’espoir (One Can Only Hope)
7. Douleurs (Tell me Where It Hurts)
8. Les Premières Neiges (First Snowfall)
9. Le Plus Proche Parent (Next of Kin)
10. Rétrospectivement (Hindsight)
11. Une main tendue (A Litlle Help for My Friends)
12. Un saint dans la ville (A Saint in the City)
13. La Bonne Action (No Good Deed Goes Unpunished)
14. Lâcher la bride (No Strings Attached)
15. Un garçon tombé du ciel (A Boy Falling Out of the Sky)
16. Mille oiseaux de papier (A Thousand Cranes)
17. Effets secondaires (The Advocate)
18. Coup d’État (Finders Keepers)
19. Les Choses changent (Things Change)
20. Affaires étrangères (Foreign Affairs)
21. Quand la nuit rencontre le jour (When Night Meets Day)
22. Kisangani (Kisangani)

## Dixième saison (2003-2004)
Le 12 mai 2003, la série est renouvelée pour deux saisons. Celle-ci a été diffusée à partir du 25 septembre 2003.
1. Et maintenant ? (Now What?)
2. Perdu (The Lost)
3. Chère Abby (Dear Abby)
4. Une nuit sans fin (Shifts Happen)
5. Loin de l’Afrique (Out of Africa)
6. Divergences d’opinion (The Greater Good)
7. De fil en aiguille (Death and Taxes)
8. Chute libre (Freefall)
9. Absences (Missing)
10. Makemba (Makemba)
11. La Main passe (Touch and Go)
12. Réa Néo Nat (N.I.C.U.)
13. Docteur Schweitzer (Get Carter)
14. Les Nerfs à vif (Impulse Control)
15. Esprit de famille (Blood Relations)
16. Savoir pardonner (Forgive and Forget)
17. L’Externe (The Student)
18. Pas de fumée sans feu (Where There’s Smoke)
19. Méprise (Just a Touch)
20. Les Voies de l’inconscient (Abby Normal)
21. Minuit (Midnight)
22. Sur la route (Drive)

## Onzième saison (2004-2005)
Elle a été diffusée à partir du 23 septembre 2004.
1. Partir ou Revenir (One for the Road)
2. Jeunesses brisées (Damaged)
3. Courage, Carter (Try Carter)
4. Peur (Fear)
5. La Course aux patients (An Intern’s Guide to the Galaxy)
6. Heure du décès (Time of Death)
7. Homme blanc, cheveux noirs (White Guy, Black Hair)
8. Coup de feu (A Shot in the Dark)
9. Douce nuit (’Twas the Night)
10. À fleur de peau (Skin)
11. Contact visuel (Only Connect)
12. Les Mécènes (The Providers)
13. Subalterne (Middleman)
14. Je suis comme je suis (Just As I Am)
15. Peur muette (Alone in the Crowd)
16. Ici et Là-bas (Here and There)
17. Retour dans le monde (Back in the World)
18. Refus de soin (Refusal of Care)
19. Monsieur Rubadoux (Ruby Redux)
20. Être là (You Are Here)
21. Carter est amoureux (Carter Est Amoureux)
22. Le Spectacle continue (The Show Must Go On)

## Douzième saison (2005-2006)
Le 17 mars 2005, la série est renouvelée pour deux saisons. Celle-ci a été diffusée à partir du 22 septembre 2005.
1. Cañon City (Cañon City)
2. L’Enfant de personne (Nobody's Baby)
3. L’Homme sans nom (Man With No Name)
4. À cause de la pluie (Blame It on the Rain)
5. Réveil (Wake Up)
6. Trop tard (Dream House)
7. Bouclier humain (The Human Shield)
8. Crash (Two Ships)
9. Une demande galante (I Do)
10. La Veille de Noël (All About Christmas Eve)
11. Maintenant ou Jamais (If Not Now)
12. L’Heure des choix (Split Decisions)
13. Corps et Âmes (Body and Soul)
14. Être ou ne plus être (Quintessence of Dust)
15. Darfour (Darfur)
16. Risques calculés (Out on a Limb)
17. Perdus en Amérique (Lost in America)
18. La Vie à deux (Strange Bedfellows)
19. Où se cacher ? (No Place to Hide)
20. Il n’y a pas d’anges ici (There Are No Angels Here)
21. Gallant le héros, Victor l’hystéro (The Gallant Hero and the Tragic Victor)
22. Fusillade (Twenty-One Guns)

## Treizième saison (2006-2007)
Elle a été diffusée à partir du 21 septembre 2006.
1. Être mère (Bloodline)
2. Les Titulaires (Graduation Day)
3. Quelqu’un à aimer (Somebody to Love)
4. L’Art d’être parents (Parenthood)
5. Ames contre Kovac (Ames vs. Kovac)
6. Le Cœur du problème (Heart of the Matter)
7. Casse-tête (Jigsaw)
8. Une raison de croire (Reason to Believe)
9. Dans les airs (Scoop and Run)
10. Pas de secrets (Tell Me No Secrets…)
11. La Pitié (City of Mercy)
12. Perte de confiance (Breach of Trust)
13. Une maison divisée (A House Divided)
14. Les Murmures du cœur (Murmurs of the Heart)
15. Mourir c’est facile (Dying Is Easy…)
16. Cas de conscience (Crisis of Conscience)
17. Les Liens familiaux (From Here to Paternity)
18. Photos souvenirs (Photographs and Memories)
19. Rutley et Fils (Family Business)
20. Le Rideau tombe (Lights Out)
21. Je ne le veux pas (I Don't)
22. Changement de cap (Sea Change)
23. La Lune de miel est terminée (The Honeymoon's Over)

## Quatorzième saison (2007-2008)
Elle a été diffusée à partir du 27 septembre 2007.
1. Guerre et Conséquences (The War Comes Home)
2. Sous un jour différent (In A Different Light)
3. En première ligne (Officer Down)
4. La Loi de la gravité (Gravity)
5. Sous influence (Under the Influence)
6. L’Ordre des choses (The Test)
7. Jeudi noir (Blackout)
8. Retrouvailles (Coming Home)
9. Trop, c’est trop (Skye’s the Limit)
10. 300 patients (300 Patients)
11. Deuxième Round (Status Quo)
12. Ce que l’on ne voit pas (Believe the Unseen)
13. Injection létale (Atonnement)
14. Tant que battent les cœurs (Owner of a Broken Heart)
15. La Vérité toute nue (As the Day She Was Born)
16. Mauvaises Nouvelles (Truth Will Out)
17. Sous pression (Under Pressure)
18. Compatibilité (Tandem Repeats)
19. Comme à Chicago (The Chicago Way)

## Quinzième saison (2008-2009)
La quinzième et dernière saison de la série a été diffusée à partir du 25 septembre 2008.
1. La Vie après la mort (Life After Death)
2. Comme tous les jeudis (Another Thursday at County)
3. Le Livre d’Abby (The Book of Abby)
4. Famille en danger (Parental Guidance)
5. Bas les masques (Haunted)
6. L’Ombre de Pratt (Oh, Brother)
7. Guéris-toi toi-même (Heal Thyself)
8. L’Âge de l’innocence (Age of Innocence)
9. Chutes de neige (Let It Snow)
10. L’Étrange Noël du Cook County (The High Holiday)
11. L’Angoisse de la séparation (Separation Anxiety)
12. Comme dans un rêve (Dream Runner)
13. L’amour est un champ de bataille (Love Is a Battlefield)
14. Le Bout de la route (A Long, Strange Trip)
15. L’Homme de la famille (The Family Man)
16. Le Début de la fin (The Beginning of the End)
17. T moins 6 (T-Minus-6)
18. Dans le secret des blouses blanches (What We Do)
19. Le Bon Vieux Temps (Old Times)
20. Tout bascule (Shifting Equilibrium)
21. À cœur ouvert (I Feel Good)
22. NFS, chimie, iono, rideau ! (And In the End…)